# Зопхинхам
Зопхинхам (њем. Sophienhamm) општина је у њемачкој савезној држави Шлезвиг-Холштајн. Једно је од 165 општинских средишта округа Рендсбург. Према процјени из 2010. у општини је живјело 351 становника. Посједује регионалну шифру (AGS) 1058154.

## Географски и демографски подаци
Зопхинхам се налази у савезној држави Шлезвиг-Холштајн у округу Рендсбург. Општина се налази на надморској висини од 10 метара. Површина општине износи 5,9 km². У самом мјесту је, према процјени из 2010. године, живјело 351 становника. Просјечна густина становништва износи 59 становника/km².